# Proclama di Ribellione
Il Proclama di Ribellione, ufficialmente intitolato Proclama per la soppressione della ribellione e della sedizione, fu la risposta di Giorgio III alla notizia della Battaglia di Bunker Hill allo scoppio della Rivoluzione Americana. Emesso il 23 agosto 1775, dichiarava alcune colonie americane in stato di "aperta e dichiarata ribellione". Ordinava ai funzionari dell'impero "di usare i loro massimi sforzi per resistere e sopprimere tale ribellione". Il proclama di ribellione del 1775 incoraggiava inoltre i sudditi di tutto l'impero, compresi quelli in Gran Bretagna, a denunciare chiunque intrattenesse "corrispondenza traditrice" con i ribelli per essere puniti.
Il Proclama di Ribellione fu redatto prima che al Segretario Coloniale Lord Dartmouth venisse consegnata una copia della Petizione del ramo d'olivo del Secondo congresso continentale. Poiché Re Giorgio III si rifiutò di ricevere la petizione coloniale, il Proclama di Ribellione del 23 agosto 1775 servì di fatto come risposta ad essa.